# Józef Zadurski
Józef Zadurski-Małysa vel Józef Małysa, ps. „Orlicki”, „Zadurski” (ur. 10 lutego 1894 w Nowym Zagórzu, zm. 11 sierpnia 1976 w Londynie) – polski działacz niepodległościowy, samorządowy i społeczny, kawaler Orderu Virtuti Militari, oficer Wojska Polskiego, polityk, poseł na Sejm RP IV kadencji (1935–1938).

## Życiorys
Urodził się 10 lutego 1894 w Nowym Zagórzu, w ówczesnym powiecie sanockim Królestwa Galicji i Lodomerii, w rodzinie Antoniego i Rozalii z domu Maciół. W 1912, po ukończeniu klasy szóstej gimnazjum, „z powodu warunków rodzinnych” przerwał dalszą naukę.
6 sierpnia 1914 wstąpił do Legionów Polskich, przybrał pseudonim „Orlicki” i został przydzielony do batalionu uzupełniającego. 24 października tego roku został przeniesiony do 3. kompanii III batalionu 1 pułku piechoty, a 1 maja 1915 został przeniesiony do 2. oddziału karabinów maszynowych 5 pułku piechoty. Wyróżnił się 23 maja 1915 jako dowódca karabinu maszynowego w bitwie pod Konarami, w której został ranny. Za ten czyn podpułkownik Włodzimierz Maxymowicz-Raczyński sporządził 24 lutego 1922 wniosek o odznaczenie „Józefa Orlicki-Małysa” Orderem Virtuti Militari. W sierpniu 1917, po kryzysie przysięgowym, został wcielony do armii austro-węgierskiej i wysłany do Hermagor w Karyntii. Tam trafił do szpitala, a później do domu ozdrowieńców. W lutym 1918 zdezerterował i przyjechał do Lublina. 15 marca 1918 został członkiem POW w powiecie zamojskim i przyjął pseudonim „Zadurski”. 30 i 31 października wziął udział w rozbrojeniu austriackiego garnizonu w Zamościu, po czym został skierowany do Krasnegostawu, gdzie jako sierżant uczestniczył w organizacji i szkoleniu oddziałów POW. W styczniu 1919 wyjechał do Rawy Ruskiej z 8. kompanią 35 pułku piechoty. W szeregach tego oddziału walczył na wojnie z Ukraińcami, a później wojnie z bolszewikami. W lutym 1922, na własną prośbę, został przeniesiony do rezerwy z powodów zdrowotnych (głuchota ucha lewego). W rezerwie otrzymał przydział do macierzystego pułku. 8 stycznia 1924 został zatwierdzony w stopniu porucznika ze starszeństwem z 1 czerwca 1919 i 3615. lokatą w korpusie oficerów rezerwy piechoty. Posiadał wówczas przydział w rezerwie do 56 pułku piechoty w Krotoszynie. W 1934, jako oficer pospolitego ruszenia pozostawał w ewidencji Powiatowej Komendy Uzupełnień Lida. Posiadał przydział do Oficerskiej Kadry Okręgowej Nr III. Był wówczas „przewidziany do użycia w czasie wojny”.
Po zwolnieniu z wojska zamieszkał we wsi Kołyszki, w której otrzymał działkę o powierzchni 11 ha, w ramach osadnictwa wojskowego. W sierpniu 1922 zorganizował spółdzielnię rolniczą „Osada” w Lidzie, którą kierował do 31 maja 1924. Następnie został zatrudniony w Centralnym Związku Osadników Wojskowych w Warszawie, w charakterze urzędnika. W październiku 1928 został sekretarzem Wydziału Powiatowego Sejmiku Lidzkiego, a w sierpniu 1931 burmistrzem Lidy. W tym czasie obowiązki zawodowe łączył z funkcją prezesa miejscowego oddziału Związku Legionistów Polskich, prezesa Federacji Polskich Związków Obrońców Ojczyzny na powiat lidzki, przewodniczącego miejskiego komitetu przysposobienia wojskowego i wychowania fizycznego oraz członka Zarządu Głównego Związku Osadników i członka komisji rewizyjnej Centralnego Towarzystwa Organizacji i Kółek Rolniczych w Warszawie. W 1935 został posłem na Sejm IV kadencji, wybranym 44 384 głosami z okręgu nr 50 (powiaty: lidzki i wołożyński). Pracował w komisji prawniczej.
W 1940 został aresztowany przez NKWD i zesłany do łagru. Po zwolnieniu i opuszczeniu ZSRR pełnił funkcję oficera intendenta w 2 Korpusie Polskim. Awansował do stopnia majora. Po przejściu do rezerwy pracował w bibliotece w Londynie, gdzie zmarł 11 sierpnia 1976 i został pochowany obok żony na cmentarzu North Sheen.
Był żonaty z Walerią (1902–1970), z którą miał dwie córki: Janinę (ur. 1 czerwca 1924) i Irenę (ur. 3 września 1926, zm. 15 lutego 2010) po mężu Makowską.

## Ordery i odznaczenia
- Krzyż Srebrny Orderu Wojskowego Virtuti Militari nr 6622 – 17 maja 1922[22][2][23][24][25]
- Krzyż Niepodległości – 2 sierpnia 1931 „za pracę w dziele odzyskania niepodległości”[26][27][28]
- Krzyż Oficerski Orderu Odrodzenia Polski – 27 listopada 1929 „za zasługi na polu rozwoju spółdzielczości na wsi oraz w dziedzinie racjonalnej organizacji małych gospodarstw”[29][17]
- Krzyż Walecznych dwukrotnie[17][30][31]
- Srebrny Krzyż Zasługi – 15 kwietnia 1929 „za zasługi na polu podniesienia drobnego rolnictwa i pracy społecznej”[32][17]
- Medal Pamiątkowy za Wojnę 1918–1921[33]
- Odznaka za Rany i Kontuzje[34]